# Бадвии
Бадвии (Badwe'e, также Dwe'e,  Bajwe’e; фр. Badjoué) — этническая группа, проживающая в зоне дождевых лесов на юго-востоке Камеруна. Бадвии живут к югу от Мезамены в Восточной провинции Камеруна.
Они говорят на диалекте кунзиме, одном из подгрупп языков банту.

## История

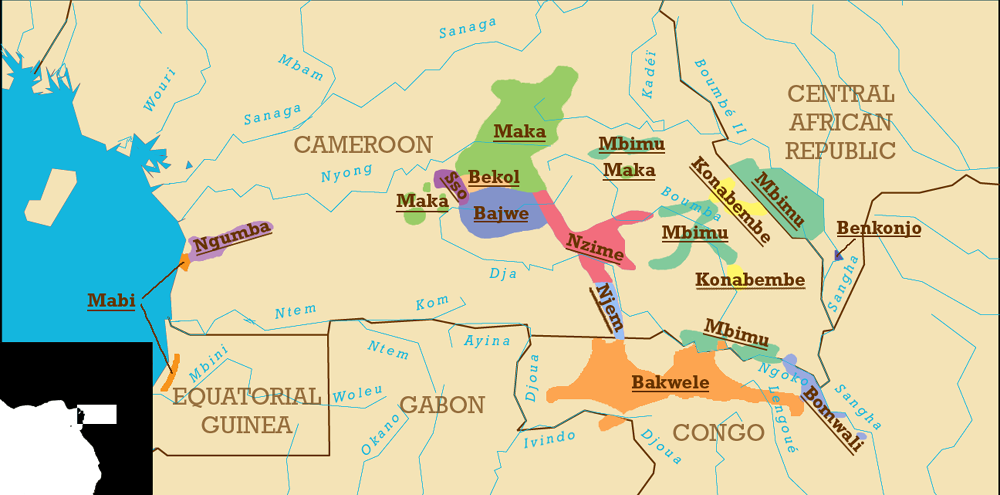
Носители языков макаа-нджем в Камеруне и соседних странах.

Предки бадвии жили в бассейне реки Конго, на территории современного Чада. Между XIV и XVII веками н. э., под давлением мигрирующих групп бети-пахуинов, группы, говорящие на языках макаа-нджем, двинулись на юг.
В колониальный период бадвии создали поселения севернее мест обитания народности нзиме, начиная с Джапостена (Djaposten) и заканчивая Миндуру (Mindourou) .

## Образ жизни
Большинство бадвии занимаются натуральным хозяйством и живут небольшими деревушками, расположенными вдоль дорог. Они выращивают такие культуры, как маниок, бананы, таро (растение), кукурузу, арахис и фрукты. Разводят мелкий домашний скот.
Часть бадви охотятся с ловушками или, что чаще встречается сегодня, с огнестрельным оружием.
Большинство бадвии исповедуют христианство.
Более 60 деревень бадвии граничат с биосферным заповедником Джа. Большинство из деревень относительно небольшие, с населением менее 113 человек.